# Aaffien Olthofsgasthuis
Het Aaffien Olthofsgasthuis (ook Vrouw Wilsoorgasthuis) is een gasthuis in de stad Groningen gelegen aan de Kattenhage. Het werd gesticht uit de nalatenschap van Af(f)ijn Wilsoor, echtgenote van Jan Olthof. Vrouwe Wilsoor overleed in 1766, het gasthuis, bedoeld voor drie vrouwen, kwam een jaar later gereed. Het werd in 1861 en 1901 nog uitgebreid met beide buurpanden.
De karakteristieke lage witte huisjes werden in 1975 aangekocht door de BV Stadsherstel die ze restaureerde. Daarna werden alle huisjes verkocht aan particulieren.
Aduardergasthuis ·
Anna Varvers Convent ·
Armhuiszitten Convent ·
Hofje Ceramstraat ·
Corneliagasthuis ·
Doopsgezind Gasthuis ·
Gerarda Gockingahuis ·
Hesselinkstichting ·
Jacob en Annagasthuis · 
Juffer Margarethagasthuis ·
Juffer Tette Alberdagasthuis ·
Jan Luitjensgasthuis ·
Mepschengasthuis ·
Middengasthuis (Kleine Rozenstraat) ·
Middengasthuis (Grote Leliestraat) ·
Latteringe Gasthuis ·
Pelstergasthuis ·
Pepergasthuis ·
Pieternellagasthuis ·
Remonstrants Gasthuis ·
Rustoord ·
Sint Anthonygasthuis ·
Sint Martinusgasthuis ·
Hofje Tellegenstraat ·
Ter Schouw-Van Sanen Stichting ·
Typografengasthuis ·
Ubbenagasthuis ·
Vrouw Fransensgasthuis ·
Vrouw Wilsoors- of Aaffien Olthofsgasthuis ·
Weldadige Stichting Ketelaar-Bos ·
Wytzes- of Schoonbeeksgasthuis ·
Zeylsgasthuis